# سید فخر امام
سید فخر امام (اردو: سید فخر امام؛ زادهٔ ۱۸ دسامبر ۱۹۴۲) سیاست‌مدار است. وی از سال ۱۹۸۵ تا ۱۹۸۶ رئیس مجلس ملی پاکستان بوده‌است.